# Колфано (Мачерата)
Колфано (итал. Colfano) насеље је у Италији у округу Мачерата, региону Марке.
Према процени из 2011. у насељу је живело 25 становника. Насеље се налази на надморској висини од 348 м.